# Saint-Lary-Boujean
Saint-Lary-Boujean è un comune francese di 127 abitanti situato nel dipartimento dell'Alta Garonna nella regione dell'Occitania.

## Società

### Evoluzione demografica
Abitanti censiti